# Демократична република Сомалия
Демократична република Сомалия (сомалийски: Jamhuuriyadda Dimuqraadiga Soomaaliya) е официалното название на Сомалия в периода 1969 – 1991 г.

## История
Възниква след държавен преврат през 1969 г., организиран от генерал Сиад Баре. Пучът е няколко дни след убийството на премиера Абдирашид Али Шермаке. Баре управлява Сомалия до началото на гражданската война през 1991 г.
| Портал | Портал „Африка“ съдържа още много статии, свързани с Африка. Можете да се включите към Уикипроект „Африка“. |